# 拉梅爾塞德區 (艾哈省)
拉梅爾塞德區（西班牙語：Distrito de La Merced），是秘魯的一個區，位於該國北部安卡什大區的艾哈省，始建於1936年3月5日，面積153.08平方公里，海拔高度3,272米，2002年人口3,005，人口密度為每平方公里20人。
9°43′59″S 77°37′01″W / 9.73306°S 77.61694°W